# Lanthanus caesus
Lanthanus caesus là một loài bọ cánh cứng trong họ Salpingidae. Loài này được Seidlitz miêu tả khoa học năm 1916.